# Японский соболь
Япо́нский со́боль (лат. Martes melampus) — вид хищных млекопитающих из семейства куньих (Mustelidae).

## Описание
Окрас меха японского соболя варьирует от жёлто-коричневого до тёмно-коричневого, на затылке имеется белёсое пятно. Имеет типичное для многих куниц вытянутое телосложение, короткие конечности, пушистый хвост. Длина тела этих животных достигает от 47 до 54 см, а длина хвоста от 17 до 23 см. Самцы значительно тяжелее самок и весят в среднем 1,6 кг, в то время как самки только около 1,0 кг.

## Распространение
Японские соболи обитали первоначально на трёх основных южных японских островах (Хонсю, Сикоку, Кюсю, Цусиме). Для получения меха были завезены также на острова Хоккайдо и Садо. Его природный ареал — это, преимущественно, леса, но иногда они водятся и на более открытой местности.

## Образ жизни
Об образе жизни японских соболей известно немного. Они строят гнёзда в земляных норах, а также на деревьях. Там они прячутся днём, чтобы ночью выйти на поиски корма. Это территориальные животные, которые помечают свой участок секретом пахучих желёз. Исключая период спаривания, живут поодиночке. Как большинство куниц, они — всеядные животные, питаются мелкими млекопитающими и другими позвоночными животными, такими как птицы и лягушки, а также ракообразными, насекомыми, ягодами и семенами.
Спаривание начинается в марте—мае, в июле—августе самка приносит от 1 до 5 детёнышей. Через 4 месяца они становятся самостоятельными.

## Угроза
На японских соболей охотятся из-за их меха, однако некоторые популяции (на Хоккайдо и Цусиме) находятся полностью под охраной. Распространённый на Цусиме подвид M. m. tsuensis находится согласно ВСОП под угрозой исчезновения.

## Подвиды
- Martes melampus melampus (Wagner, 1840)
- Martes melampus tsuensis (Thomas, 1897)
- Martes melampus coreensis (Kuroda & Mori, 1923)